# Prensa Latina
A Prensa Latina (ou Agencia de Noticias Latinoamericana S.A.) é a principal agência de notícias estatal de Cuba, fundada em 1959 logo após a Revolução Cubana. Seu conteúdo é basicamente de notícias, variedades e propaganda pró-Castro e em favor do governo comunista da ilha.